# Chimères (Haïti)
Pour les articles homonymes, voir Chimère.
Les Chimères sont des hommes de main favorables à l'ancien président Jean-Bertrand Aristide organisés en bandes armées et semant la terreur en Haïti dans la période des années 2001 et 2005. 
Les Chimères, constituent des bandes armées liées au clan d’Aristide qui sèment l’effroi, notamment dans la ville de Port-au-Prince. On évalue à plus d'une centaine de bases et à plus de cinq cents membres le nombre de Chimères. Amplifié par la rumeur[style à revoir], ils participent à un climat de terreur savamment orchestré par les partisans du président déchu.
Rebaptisés « Rat pa kaka », les irréductibles de l’ancien régime occupent le « béton » (le pavé en créole haïtien). Raids contre les écoles, fusillades dans les rues commerçantes, exécutions sommaires. Venus des quartiers populaires de La Saline, de Bel Air et Cité Soleil, des commandos circulant à bord de véhicules « pick-up » ouvrent le feu pour faire « chanter » les armes. Les assaillants rançonnent les passants puis en vertu d’un scénario immuable disparaissent avant l’arrivée des forces de police. Les gangs le sont aussi par les parrains de la drogue[style à revoir]. Politique et criminalité se croisent, s’entremêlent pour amplifier une vague de violence qui a déjà causé plus de 200 morts.
Les groupes de Chimères s'en prennent même aux soldats des Nations unies lorsqu’ils kidnappèrent onze Casques bleus argentins qui se rendaient sur une plage. Dévalisés par les Chimères, les soldats de la paix ont été relâchés en caleçon dans le bastion de Cité-Soleil.